# 泰仙寺 (徳島県美波町)
泰仙寺（たいせんじ）は、徳島県海部郡美波町の玉厨子山にある高野山真言宗の寺院。山号は玉厨子山。本尊は如意輪観世音菩薩。
四国八十八箇所・薬王寺の奥之院で、「玉厨子庵」とも呼ばれる。

## 歴史
1188年（文治4年）に創建。薬王寺が火災にあった際、本尊である薬師如来像がこの場所に待避したことが始まりである。その後、薬師如来像が薬王寺に戻され、泰仙寺の本尊として如意輪観世音菩薩が北向きに祀られた。
泰仙寺から50mほど先の大岩には泰仙寺の奥之院である祠が安置されている。

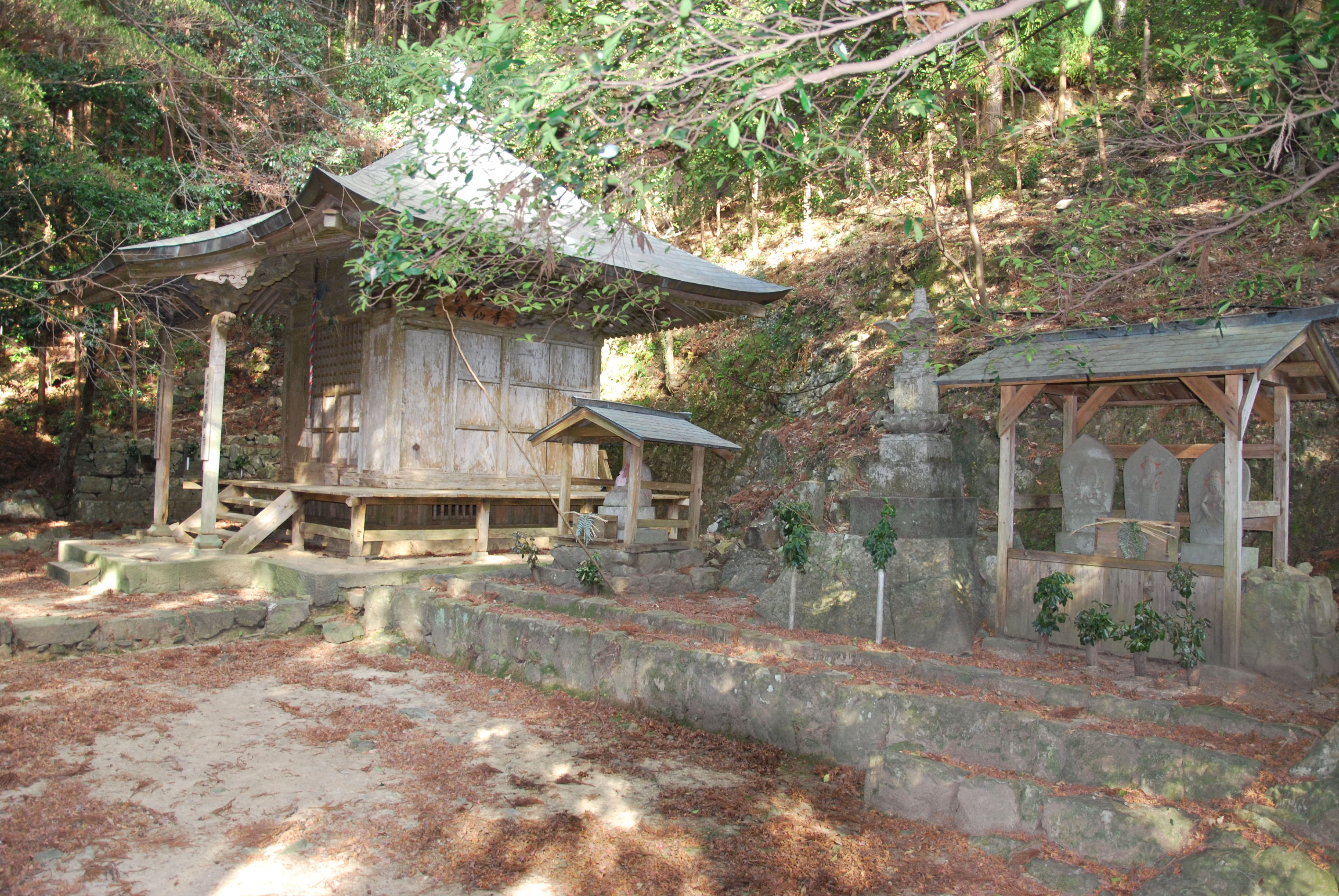
本堂
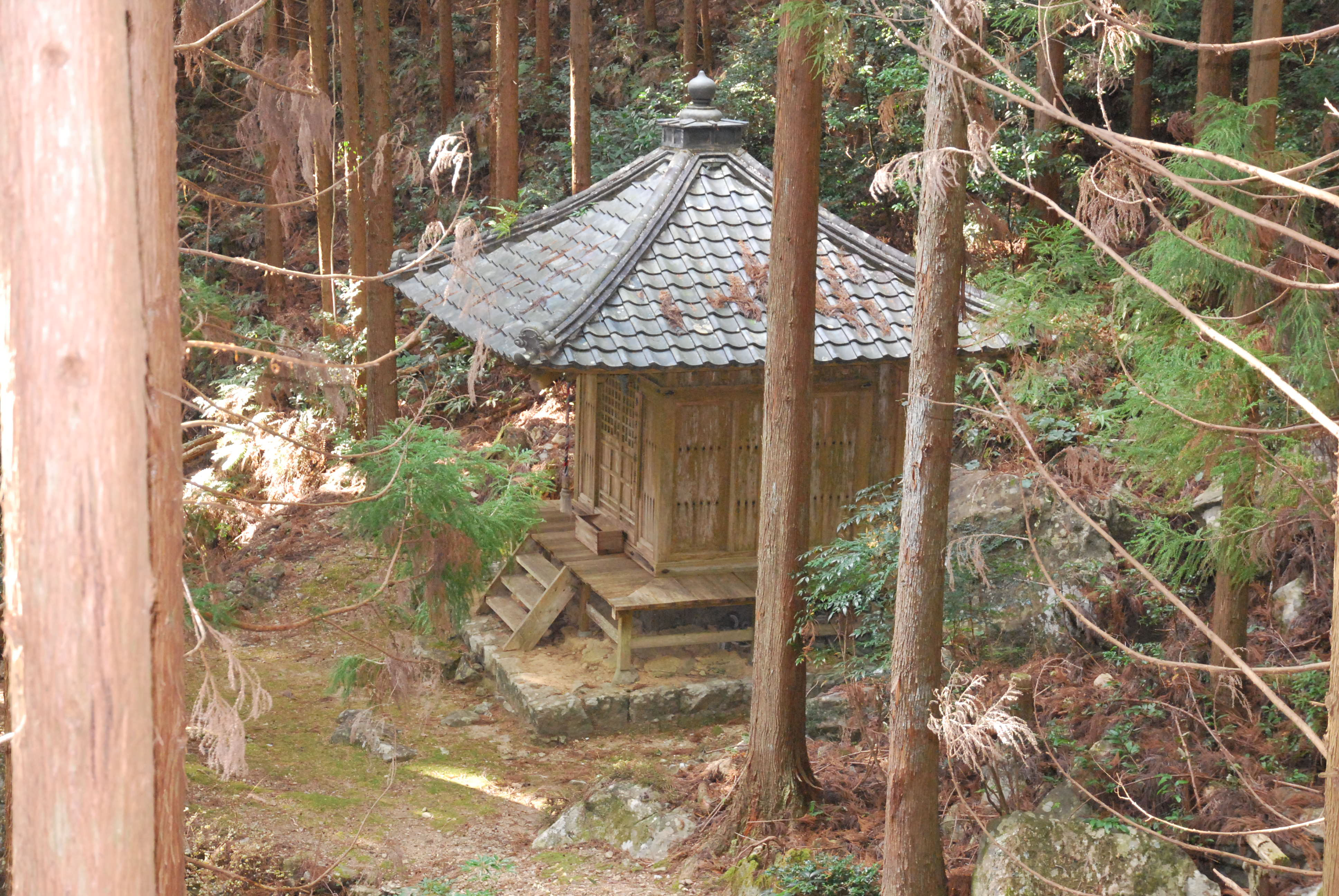
大師堂
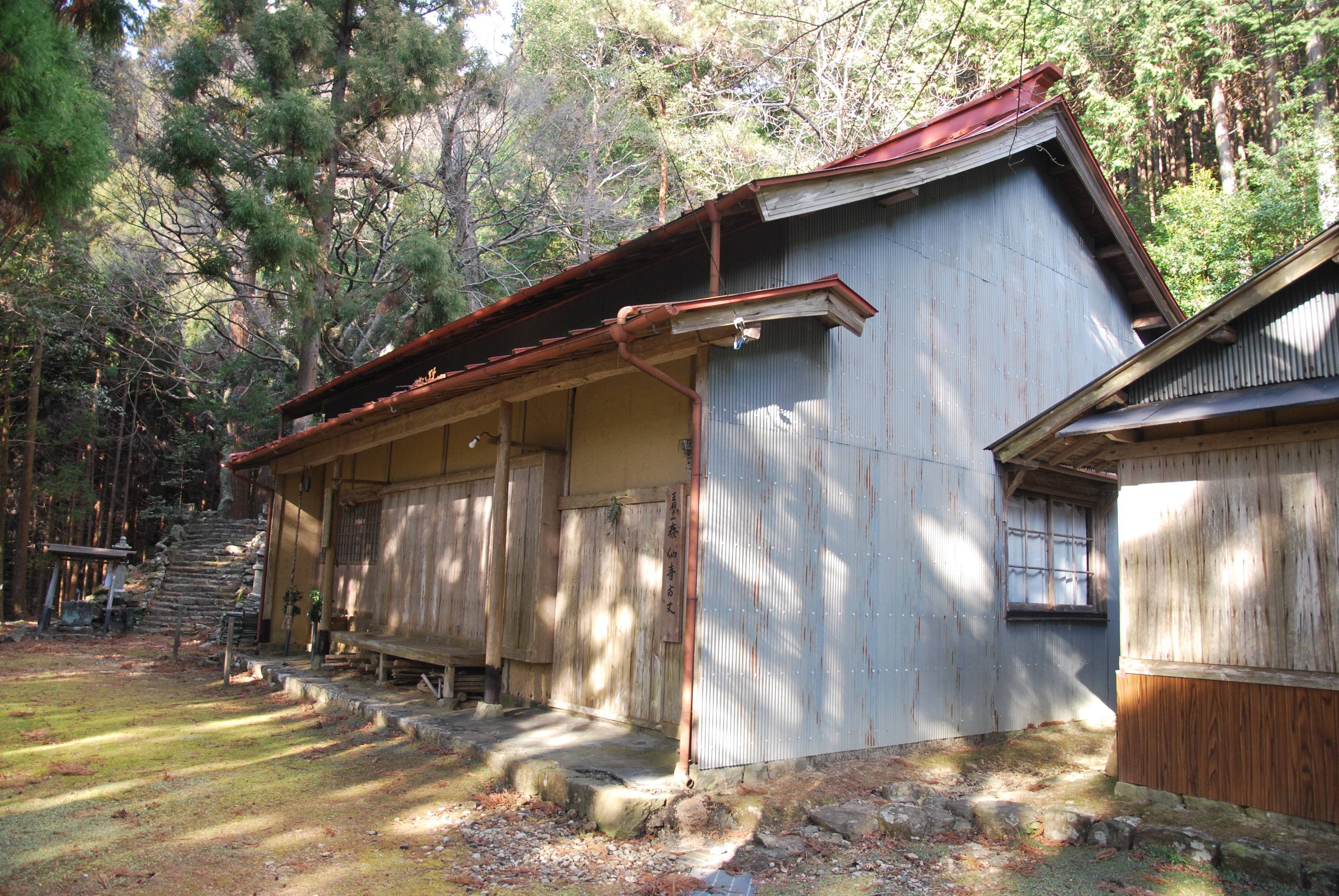
方丈
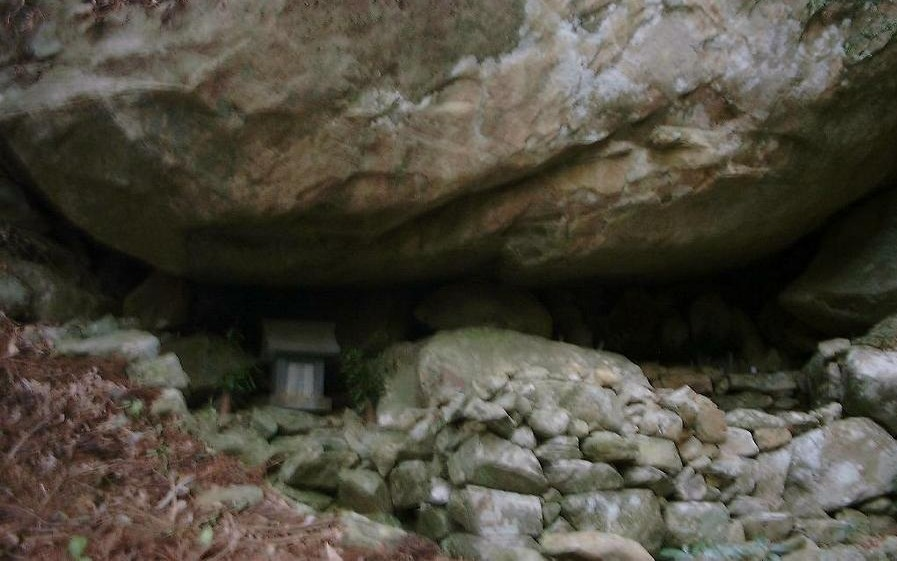
奥の院の奥之院

## 交通
- JR「山河内駅」より車と登山で約60分。
- 徳島自動車道「徳島インターチェンジ」より車と登山で約2時間。